# L'Ingénieux Don Quichotte
L'Ingénieux Don Quichotte est une série télévisée jeunesse québécoise en 39 épisodes de 25 minutes diffusée du 16 septembre 1980 au 9 juin 1981 à la Télévision de Radio-Canada.

## Synopsis
« Adaptation assez large du célèbre roman de Cervantes. Montés sur leurs tricycles, le grand chevalier et son écuyer Sancho parcourent les alentours de leur village pour y vivre les aventures les plus invraisemblables. »

## Fiche technique
- Textes : Raymond Plante
- Réalisation : Pierre-Jean Cuillerrier
- Musique : Céline Prévost
- Décors : Léo Brisset
- Lieu de tournage : Studio 44, Maison de Radio-Canada
- Société de production : Société Radio-Canada

## Distribution
- Robert Gravel : Don Quichotte
- Jean-Pierre Chartrand : Sancho
- Normand Chouinard : Cervantes
- Michèle Deslauriers : Aldonza (la dulcinée)
- Normand Lévesque : Ramon
- Louise Portal : Isabella
- Pauline Lapointe : Rosita
- Évelyn Regimbald : Mathilda
- Ghyslain Tremblay : Claudio
- Gaston Lepage : Fernando
- Normand Brathwaite : Vivaldo
- Mireille Deyglun : Clara
- Pauline Martin : Flora Parfumo